# Shamsul Maidin
Shamsul Maidin (Singapore, 16 april 1966) is een Singaporese voetbalscheidsrechter actief op mondiaal niveau. Maidin is een van de in totaal 23 scheidsrechters tijdens het Wereldkampioenschap voetbal 2006 in Duitsland.
Maidin fluit sinds 2004 op internationaal niveau in dienst van de FIFA, en de AFC en de CAF. Hij floot onder andere wedstrijden in de Confederations Cup, AFC Asian Cup en de African Cup of Nations.

## Statistieken
| evenement                        | wed | Kreeg geel | Kreeg voor de tweede keer geel en dus rood | Weggestuurd |
| -------------------------------- | --- | ---------- | ------------------------------------------ | ----------- |
| Vriendschappelijk                | 1   | 0          | 0                                          | 0           |
| AFC Asian Cup 2004               | 4   | 18         | 1                                          | 3           |
| Confederations Cup 2005          | 1   | 5          | 0                                          | 0           |
| African Cup of Nations 2006      | 2   | 10         | 1                                          | 0           |
| Wereldkampioenschap voetbal 2006 | 2   | 9          | 2                                          | 0           |
| Totaal                           | 10  | 42         | 4                                          | 3           |

* Bijgewerkt tot 11 april 2006